# میشل فریس
میشل فریس (انگلیسی: Michelle Ferris؛ زادهٔ ۲۴ سپتامبر ۱۹۷۶) دوچرخه‌سوار سابق زن اهل استرالیا است.
وی در مسابقات کشوری و بین‌المللی در مجموع برندهٔ ۳ مدال نقره، ۳ مدال برنز شده‌است.